# Aphelolpium brachytarsus
Espèce
Aphelolpium brachytarsus est une espèce de pseudoscorpions de la famille des Hesperolpiidae.

## Distribution
Cette espèce se rencontre à Aruba, au Venezuela dans l'archipel de Los Frailes,, à Curaçao, à Niévès et à Anguilla.

## Description
Les mâles mesurent de 1,49 à 1,935 mm et les femelles de 1,865 à 2,25 mm.

## Publication originale
- Tooren, 1995 : Pseudoscorpions of the genus Aphelolpium (Pseudoscorpionida, Olpiidae) from Curaçao, Aruba and Bonaire. Studies on the Natural History of the Caribbean Region, vol. 72, p. 69-97 (texte intégral).